# Sadhna

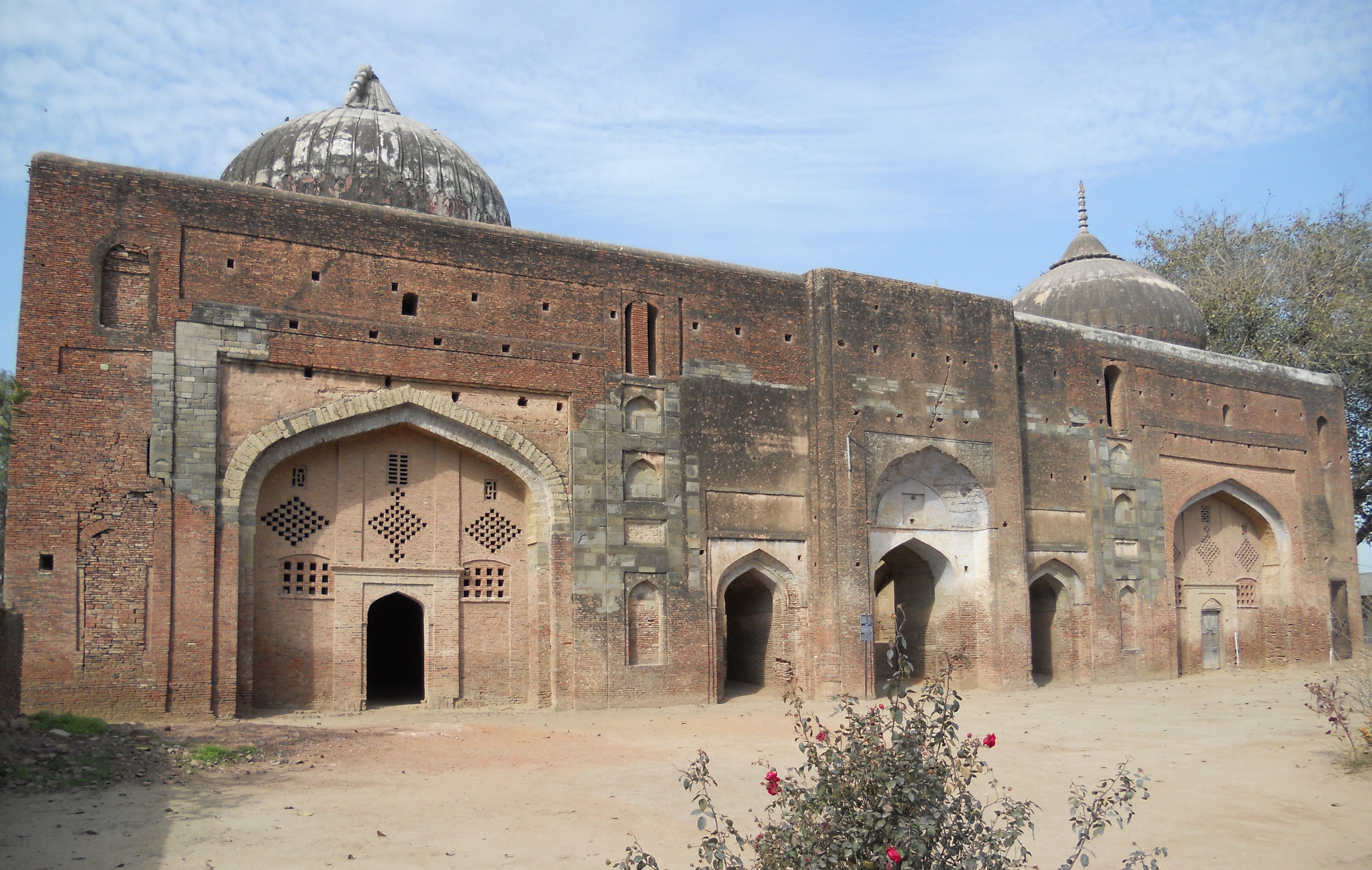
Mosquée qui porte son nom à Sirhind, en Inde.

Sadhna est un bhagat du sikhisme, un écrivain de louanges qui se retrouve dans le livre saint des sikhs, le Guru Granth Sahib.
Sadhna était un boucher qui vivait au treizième siècle et qui venait de Sind. Son hymne, page 858, dit qu'il faut méditer sur le nom de Dieu pour enlever son mauvais côté intérieur; il y parle donc du karma, mais aussi de la mort et de bateau. Il est issu apparemment d'une famille musulmane; mais il était lui un adorateur du dieu Vishnu. Il avait abandonné la vie d'homme au foyer pour prêcher la compassion de Dieu. Il est mort à Sirhind, au Punjab. 
Une histoire célèbre parle de lui lorsqu'il a eu un dialogue avec une chèvre : c'est une fable moraliste de son époque.
Il aurait vécu en même temps que Namdev. 